# 高崎 (弘前市)
高崎（たかさき）は、青森県弘前市の地名。高崎・高崎一丁目から高崎二丁目まである。郵便番号は036-8091。

## 地理
周辺の城東地区（城東北・城東中央）と同様に住宅地で、青森県道3号弘前岳鰺ケ沢線沿い南側に位置する。町域の北部は和泉、東部から南部にかけて城東北、西部は松ケ枝に接する。

### 小字
小字として広田がある。

## 沿革
- 1889年（明治22年） - 和徳村の大字になる。
- 1891年（明治24年） - 当地の規模は人口178、戸数25、厩7（徴発物件一覧）。
- 1955年（昭和30年） - 弘前市の大字になる。
- 1973年（昭和48年） - 一部が城東北一〜三丁目・城東中央四丁目・稲田二丁目になる。
- 1975年（昭和50年） - 一部が城東北四丁目・城東中央五丁目になる。

## 世帯数と人口
2017年（平成29年）6月1日現在の世帯数と人口は以下の通りである。
| 丁目       | 世帯数  | 人口  |
| ---------- | ------- | ----- |
| 高崎一丁目 | 181世帯 | 347人 |
| 高崎二丁目 | 99世帯  | 194人 |
| 計         | 280世帯 | 541人 |

## 施設

### 教育
- あおい杜保育園

### 福祉
- 居宅介護支援事業所きずな
- 老人ホームたかさき

### 商業
- ファミリーマート弘前高崎一丁目店
- ダイナム弘前店
- Vボウルカフェ弘前
- イオンシネマ弘前 - 旧ワーナーマイカルシネマズ弘前
- 三菱自動車
- ヒュンダイ青森

### 金融
- 東奥信用金庫高崎支店

### 公共
- 高崎町会集会所

## 小・中学校の学区
市立小・中学校に通う場合、学区は以下の通りとなる。
| 町丁       | 番・番地 | 小学校             | 中学校           |
| ---------- | -------- | ------------------ | ---------------- |
| 高崎       | 全域     | 弘前市立東小学校   | 弘前市立東中学校 |
| 高崎一丁目 | 全域     | 弘前市立東小学校   | 弘前市立東中学校 |
| 高崎二丁目 | 一部     | 弘前市立東小学校   | 弘前市立東中学校 |
| 高崎二丁目 | 一部     | 弘前市立和徳小学校 | 弘前市立東中学校 |

## 交通
- 弘南バス
  - 和徳東口、高崎入口、高崎二丁目（弘前バスターミナル - 尾上線、他）停留所。
  - 城東北一丁目、さくら野弘前店（城東環状100円バス、ミニバス さくら野弘前店 - 城南経由 - 桜ヶ丘団地線）停留所。
    - ミニバス さくら野弘前店 - 城南 - 桜ヶ丘団地線は1.5往復の運行。

  - さくら野弘前店（川先線・小比内線・福田線）停留所